# Maxim Tissot
Maxim Tissot (Gatineau, Quebec, 13 de abril de 1992) es un futbolista canadiense. Juega de mediocampista y su equipo actual es el Forge FC de la Canadian Premier League.

## Trayectoria

### Montreal Impact
Tissot es producto de la academia del Montreal Impact. El canadiense firmó su primer contrato profesional con este club el 26 de febrero de 2013. Tissot haría su debut con el club el 14 de abril de ese mismo año, un día después de su cumpleaños número 21, ingresando en reemplazo de Marco Di Vaio en el minuto 88 en el empate 1-1 frente al Columbus Crew. Anotó su primer gol profesional el 23 de septiembre de 2013 frente al Chicago Fire, convirtiendo un tanto en el minuto 87 que le permitiría a su equipo empatar el encuentro 2-2. El 28 de junio de 2016 fue sacado del primer equipo para dejar lugar a David Choinière.

### Ottawa Fury
El 14 de julio de 2016, Tissot fichó por el Ottawa Fury FC, que en ese entonces jugaba en la North American Soccer League. En diciembre de 2016 el club anunció que el jugador no seguiría en el club.

### D.C. United
El 24 de febrero de 2017 fichó por el D.C. United de la MLS, sin embargo fue liberado del equipo en mayo de ese mismo año por mutuo acuerdo.

### San Francisco Deltas
Días después de dejar el D.C., Tissot fichó por el San Francisco Deltas de la North American Soccer League. Luego de ganar el Soccer Bowl con el club, el equipo desapareció, obligando a Tissot a buscar un nuevo equipo.

### Regreso a Ottawa Fury
El 10 de enero de 2018 regresó al Ottawa Fury FC, que ahora jugaba en la USL Championship.

### Forge FC
El 22 de julio de 2020 fichó por el Forge FC de la Canadian Premier League.

## Selección nacional
Tissot fue convocado por primera vez con la selección canadiense el 6 de noviembre de 2014 para un partido amistoso frente a Panamá. Antes de esto, nunca había formado parte de la selección en ninguno de sus niveles juveniles. No obstante, no llegaría a debutar en ese partido; sí lo hizo el 16 de enero de 2015, en un amistoso frente a Islandia.

## Clubes
| Club                        | País           | Año             |
| --------------------------- | -------------- | --------------- |
| Montreal Impact             | Canadá         | 2013 - 2016     |
| FC Montreal (Préstamo)      | Canadá         | 2016            |
| Ottawa Fury                 | Canadá         | 2016            |
| D.C. United                 | Estados Unidos | 2017            |
| Richmond Kickers (Préstamo) | Estados Unidos | 2017            |
| San Francisco Deltas        | Estados Unidos | 2017            |
| Ottawa Fury                 | Canadá         | 2018 - 2020     |
| Forge FC                    | Canadá         | 2020 - presente |